# Stenløse
Stenløse – miasto w Danii w gminie Egedal, do roku 2007 siedziba ówczesnej gminy Stenløse.
Według danych szacunkowych na rok 2007 liczy 13 505 mieszkańców. Ośrodek przemysłowy.